# アンコン商事
アンコン商事（アンコン商事）は演劇ユニット『東京アンテナコンテナ』のメンバーで結成されているお笑いユニット。
東京アンテナコンテナについてもこの項目で扱う。

## アンコン商事社員（メンバー）
- 達磨川専務（イジリー岡田）
- スネ部長（下平ヒロシ）
- 芋洗坂係長（小浦一優）

### 出演

#### TV
- ゴールドラッシュ ～イロモネアへの道～（ウンナン極限ネタバトル! ザ・イロモネア 笑わせたら100万円、2009年9月17日）　※当放送はリベンジ芸人SPであった。

## 東京アンテナコンテナ
参加メンバー
- 坂本恵介
- 菊池均也
- 大堀恵
- 風花舞
- 深見恭子
- 角田慎弥
- 斎藤雄大
- 菊池要介
- 徳川埋蔵金
- タカノハシアキラ(デンジャー川上)
- とちおとちる
- はとりれい
- 仲地智子
- 坂本華子
- 湯浅奈津美